# Zeszyty Oświęcimskie
Zeszyty Oświęcimskie – periodyk wydawany od 1957 roku przez Państwowe Muzeum Auschwitz-Birkenau we współpracy z fundacją byłych więźniów obozu. Od połowy lat 1980. także w wersji niemieckiej, a obecnie angielskiej.
We współpracy z Instytutem Badań Społecznych w Hamburgu opublikowano antologię niem. Die Auschwitz-Hefte. W kolejnych latach wydano też po angielsku Auschwitz Survivors. Rocznik 1962 ukazał się również w języku japońskim dzięki współpracy z Mitsuo Kanedą – badaczem ofiar Hiroszimy i Nagasaki. Edycję niemiecką „Zeszytów Oświęcimskich” (wyd. 1987 r.) przygotował w Jochen August (Hamburg), który napisał w pracy „Auschwitz-Birkenau – wyzwanie po 60 latach. Zadanie przekazywania pamięci”:

…kontynuuję wysiłki w przybliżaniu społeczeństwu mojego kraju losu więźniów obozu koncentracyjnego Auschwitz. Że osiągnąłem niejaki sukces widać po tym, że w latach 1994 i 1995 ukazały się nowe wydania i dodruk Zeszytów.

## Publikacje historyków Muzeum Auschwitz-Birkenau (wybór)
W Zeszytach Oświęcimskich opublikowano liczne artykuły historyczne nt. KL Auschwitz i inne opracowania historyków Muzeum Auschwitz-Birkenau, m.in. prace:
Adam Cyra
- Spadochroniarz Urban. (W:) Zeszyty Oświęcimskie 1988 nr 19, s. 152–191.
- [recenzja książki] Mieczysław Ociepko, Jerzy Miller (red.), Księga Wielkopolan-więźniów KL Auschwitz-Birkenau, Poznań 1999 (W:) Zeszyty Oświęcimskie 2002 nr 23, s. 253–255.
- Adam Cyra, Sebastian Piątkowski, Transport radomski do KL Auschwitz z dnia 25 lutego 1941 roku (W:) Zeszyty Oświęcimskie 2002 nr 23, s. 91–111.
- Państwowy Urząd Repatriacyjny – Punkt Odżywczo-Sanitarny w Oświęcimiu (1945–1948) (W:) „Zeszyty Oświęcimskie” 2010 nr 26, s. 173-183.

Jerzy Dębski
- Tablice obozowe źródłem do historii KL Auschwitz. (W:) Zeszyty Oświęcimskie 1995 nr 21, s. 141–187.
- Członkowie Komendy Głównej SZP-ZWZ-AK więźniami KL Auschwitz. (W:) Zeszyty Oświęcimskie 2002 nr 23, s. 50–90.

Stanisław Kłodziński
- Bunt skazańców 28 października 1942 r. w oświęcimskim bloku nr 11. Kapitan Henryk Suchnicki. (W:) Przegląd Lekarski – Oświęcim, Kraków 1977 nr 1, s. 119–122.

Helena Kubica
- Dr Mengele i jego zbrodnie w obozie koncentracyjnym Oświęcim-Brzezinka. (W:) Zeszyty Oświęcimskie 1993 nr 20, s. 325–389; w j. niemieckim: Dr. Mengele und seine Verbrechen im Konzentrationslager Auschwitz-Birkenau. In: Hefte von Auschwitz, 1997, H. 20, S. 369–455.

Jacek Lachendro
- [recenzja książki] Jonathan Huener, Auschwitz, Poland, and the Politics of Commemoration, 1945–1979, Ohio University Press, Athens 2003 (W:) Zeszyty Oświęcimskie 2009 nr 25, s. 297–306.
- Dwadzieścia pięć numerów Zeszytów Oświęcimskich (rys historyczny, zestawienie zawartości) (W:) Zeszyty Oświęcimskie 2010 nr 26, s. 241–282.
- [recenzja książki] Zofia Wóycicka, Przerwana żałoba. Polskie spory wokół pamięci nazistowskich obozów koncentracyjnych i zagłady 1944–1950, Warszawa 2009[5] (W:) Zeszyty Oświęcimskie 2010 nr 26, s. 333–346.
- [recenzja książki] Władysława Zgórniak, Moje wspomnienia spod więzienia 1942–1945, Kraków 2006 (W:) Zeszyty Oświęcimskie 2010 nr 26, s. 347–349.

Łukasz Martyniak
- Druckerei KL Auschwitz. Historia obozowej drukarni (W:) Zeszyty Oświęcimskie 2010 nr 26, s. 213–237.
- [omówienie książki] Paul Kröger, Zur Geschichte des Herzogtums Auschwitz, Druckerei KL Auschwitz 1941 (W:) Zeszyty Oświęcimskie 2010 nr 26, s. 283–292.

Kazimierz Smoleń
- Kariera. (W:) Zeszyty Oświęcimskie 1961 nr 5, s. 103–108.

Piotr Setkiewicz - obecnie red. naczelny czasopisma
- [recenzja opracowania] D. Dwork, R. J. van Pelt: Auschwitz, 1970 to the present. New York, London 1996,(W:) Zeszyty Oświęcimskie 1998 nr 22, s. 357–367.
- [recenzja książki] Criminal Experiments on Human Beings in Auschwitz and War Research Laboratories” pod red. Lore Shelley. San Francisco 1991. (W:) Zeszyty Oświęcimskie 1995 nr 21, s. 293–296.
- Budowa IG Werk Auschwitz jako ‘niezamierzony impuls’ dla stworzenia w Oświęcimiu ośrodka zagłady Żydów?” (W:) Zeszyty Oświęcimskie 2002 nr 23, s. 161–190.
- Podobóz Bobrek (W:) Zeszyty Oświęcimskie 2002 nr 23, s. 29–50.
- [recenzja książki] Richard Newman Karen Kirtley, Alma Rosé. Vienna to Auschwitz. Amadeus Press 2000. Portland (Oregon). (W:) Zeszyty Oświęcimskie 2002 nr 23, s. 246–250.
- [recenzja książki] Rena Kornreich Gelissen (with Heather Dune Macadam): „Rena’s Promise. A Story of Sisters in Auschwitz”. Beacon Press, Boston 1995. (W:) Zeszyty Oświęcimskie 2002 nr 23, s. 250–253.
- Aussenkommando SS-Sola Hütte (W:) Zeszyty Oświęcimskie 2009 nr 25, s. 183–192.
- Podobóz Kobiór i (Aussenkommando Kobier) i pszczyńskie komanda leśne (Forstkommando Pless) (W:) Zeszyty Oświęcimskie 2010 nr 26, s. 139–155.
- [recenzja] Jeremy Dixon, Commanders of Auschwitz. The SS Officers who Ran rhe Largest Nazi Concentration Camp 1940–1945, Kew Gardens 2005(W:) Zeszyty Oświęcimskie 2010 nr 26, s. 327–332.

Andrzej Strzelecki
- Arbeitslager Gleiwitz III. (W:) Zeszyty Oświęcimskie 1972 nr 14; w j. niemieckim: Arbeitslager Gleiwitz III. In: Hefte von Auschwitz, 1973, H. 14, S. 129–150.
- Arbeitslager Gleiwitz IV. (W:) Zeszyty Oświęcimskie 1972 nr 14; w j. niemieckim: Arbeitslager Gleiwitz IV. In: Hefte von Auschwitz, 1973, H. 14, S. 151–161.
- Podobóz „Charlottegrube” w Rydułtowach. (W:) Zeszyty Oświęcimskie 1975 nr 17, s. 41–89; w j. niemieckim: Das Nebenlager „Charlottengrube” in Rydułtowy. In: Hefte von Auschwitz, 1985, H. 17, S. 41–90.
- Podobóz Jawischowitz. (W:) Zeszyty Oświęcimskie 1974 nr 15, s. 171–234; w j. niemieckim: Das Nebenlager Jawischowitz In: Hefte von Auschwitz, 1975, H. 15, S. 183–250.
- [recenzja wspomnień] Avraham Harshalom „Znovuzrozen z popela”. Praha 1992. (W:) Zeszyty Oświęcimskie 1995 nr 21, s. 303–306.
- Wykorzystanie zwłok ofiar obozu. (W:) Zeszyty Oświęcimskie 1995 nr 21, s. 87–140; w j. niemieckim: Die Verwertung der Leichen. In: Hefte von Auschwitz, 2000, H. 21, S. 101–164.
- Wyzwolenie KL Auschwitz (W:) Zeszyty Oświęcimskie 1974 nr specjalny III.
- [recenzja książki] Raub und Restitution. „Arisierung” und Rückerstattung des jüdischen Eigentums (Frankfurt 2003, wyd. C. Goschler i Ph. Ther) (W:) Zeszyty Oświęcimskie 2009 nr 25, s. 277–280.
- Początkowy etap deportacji Żydów zagłębiowskich do KL Auschwitz w świetle dokumentów hitlerowskich, Zeszyty Oświęcimskie nr 26, 2010, s. 7–50.

Irena Strzelecka
- Arbeitslager Gleiwitz I. (W:) Zeszyty Oświęcimskie 1972 nr 14, s. 65–94; w j. niemieckim: Arbeitslager Auschwitz I. In: Hefte von Auschwitz, 1973, H. 14, S. 75–106.
- Arbeitslager Gleiwitz II. (W:) Zeszyty Oświęcimskie nr 14, s. 95–114; w j. niemieckim: Arbeitslager Auschwitz II. In: Hefte von Auschwitz, 1973, H. 14, S. 107–127.
- Podobóz Neustadt. (W:) Zeszyty Oświęcimskie 1971 nr 13, s. 153–166; w j. niemieckim: Das Nebenlager Neustadt. In: Hefte von Auschwitz, 1971, H. 13, S. 159–170.
- Podobóz „Hubertushütte”. (W:) Zeszyty Oświęcimskie 1970 nr 12, s. 159–170; w j. niemieckim: Das Nebenlager Hubertushütte. In: Hefte von Auschwitz, 1970, H. 12, S. 161–173.
- Podobóz „Hindenburg”. (W:) Zeszyty Oświęcimskie 1969 nr 11, s. 119–135; w j. niemieckim: Das Nebenlager Hindenburg. In: Hefte von Auschwitz, 1970, H. 11, S. 129–147.
- Podobóz „Bismarckhütte”. (W:) Zeszyty Oświęcimskie 1970 nr 12, s. 145–158; w j. niemieckim: Das Nebenlager Bismarckhütte. In: Hefte von Auschwitz, 1970, H. 12, S. 145–159.
- Pierwsi Polacy w KL Auschwitz. (W:) Zeszyty Oświęcimskie 1983 nr 18, s. 5–144; w j. niemieckim: Die ersten Polen im KL Auschwitz. In: Hefte von Auschwitz, 1990, H. 18, S. 5–145.
- Oddział kobiecy w męskim obozie macierzystym. (W:) Zeszyty Oświęcimskie 1993 nr 20, s. 5–61; w j. niemieckim: Die Frauenabteilung im Stammlager. In: Hefte von Auschwitz, 1997, H. 20, S. 7–67.
- Obóz męski w Brzezince (BIb). (W:) Zeszyty Oświęcimskie 1988 nr 19, s. 193–260; w j. niemieckim: Das Männerlager in Birkenau (BIb). März 1942 – Juli 1943. In: Hefte von Auschwitz, 1995, H. 19, S. 235–313.
- Obóz kwarantanny dla więźniów mężczyzn w Brzezince (BIIa). (W:) Zeszyty Oświęcimskie 1993 nr 20, s. 63–121; w j. niemieckim: Das Quarantänelager für männliche Häftlinge in Birkenau (BIIa). In: Hefte von Auschwitz, 1997, H. 20, S. 68–132.
- Obóz męski w Brzezince (BIId). (W:) Zeszyty Oświęcimskie 1998 nr 22, s. 135–311.
- Pierwszy szpital obozowy w Brzezince. (W:) Przegląd Lekarski – Oświęcim, Kraków 1984 nr 1, s. 88–92.
- Rozwój szpitali obozowych w Oświęcimiu-Brzezince. (W:) Przegląd Lekarski – Oświęcim, Kraków 1984 nr 1, s. 84–88.

Henryk Świebocki
- Auschwitz – czy w czasie wojny świat znał prawdę o obozie? (W:) Zeszyty Oświęcimskie 1992 nr specjalny (IV), s. 5–73; w j. niemieckim: Auschwitz – Kannte die Welt schon während des Krieges die Wahrheit über das Lager. In: London wurde informiert… Berichte von Auschwitz-Häftlingen. Oświęcim 1997, S. 7–103; w j. angielskim: Auschwitz: What Did the World Know During the War? In: London Has Been Informed… Reports by Auschwitz Escapee. Oświęcim 1997, pp. 7–95.
- Przyobozowy ruch oporu w akcji niesienia pomocy więźniom KL Auschwitz. (W:) Zeszyty Oświęcimskie 1988 nr 19, s. 5–152; w j. niemieckim: Die lagernahe Widerstandsbewegung und ihre Hilfsaktionen für die Häftlinge des KL Auschwitz. In: Hefte von Auschwitz, 1995, H. 19, S. 5–187.

Teresa Wontor-Cichy
- [recenzja książki] Stefan Petelycky, Into Auschwitz, for Ukraine, Kingston Kyiv 1999 (W:) Zeszyty Oświęcimskie 2008 nr 24, s. 311–317.
- [recenzja książki] Petro Mirchuk, In the German Mills of Death 1941–1945. Rochester 1985 (W:) Zeszyty Oświęcimskie 2008 nr 24, s. 317–322.
- [recenzja książki] Barbara U. Cherish, The Auschwitz Kommandant. A Daughter's Search for the Father She Never Knew. The History Press Gloucestershire 2009 (W:) Zeszyty Oświęcimskie 2010 nr 26, s. 305–311.